# Рудник Россарден
Рудник Россарден – колишній гірничодобувний майданчик на австралійському острові Тасманія.
Олов'яно-вольфрамове родовище Россарден розвідали у 1916 – 1926 роках, а у 1932-му його розробку почала компанія Aberfoyle Tin Mining Company. 
Станом на середину 1941 року накопичений видобуток склав 122 тисячі тонн руди, з якої виготовили 2531 тонну олов'яного та 240 тонн вольфрамового концентратів. Те саме джерело повідомляло, що в 1-му кварталі 1942-го належна до копальні збагачувальна фабрика отримала 4,2 тисяч тонн руди, з якої випустила 99 тонн олов'яного концентрату (вміст олова 75%) та 17 тонн вольфрамового концентрату. Станом на 1957 рік вже вилучили 550 тисяч тонн руди та випустили 8,9 тисяч тонн олов'яного та 3,1 тисяч тонн вольфрамового концентратів.
Розробка велась підземним способом, при цьому на початоку 1940-х існували два шахтні стовбуру, які досягали четвертого рівня на глибині біля 120 метрів, та дві штольні, сполучені з першим та четвертим рівнем. Станом на 1957 рік рудник вже мав тринадцять рівнів та досягнув глибини у понад 410 метрів.
В середині 1960-х років узялись за розробку рудного тіла Lutwyche. В 1978-му стартувало спорудження на Lutwyche вентиляційного стовбуру, який мав діаметр 1,2 метра та досягнув глибини у 385 метрів.
З 1971-го належна до рудника збагачувальна фабрика також прйимала на переробку руду з копальні Сторіс-Крік.
У 1981 році копальню продали компанії Rossarden Mines Limited (спільне підприємство Forrestwood Australia Limited та Gold Copper Exploration Limited), але вже у 1982-му на тлі падіння цін на метали рудник закрився.
Загальний накопичений видобуток копальні за весь період існування досягнув 11 тисяч тонн олова та 3,5 тисячі тонн вольфраму.